# Gajane Tschebotarjan
Gajane Mowsessi Tschebotarjan (armenisch Գայանե Մովսեսի Չեբոտարյան; russisch Гаянэ́ Моисе́евна (Мовсе́совна) Чеботаря́н; wiss. Transliteration Gajanė́ Moiséevna (Movsésovna) Čebotarján; auch Chebotarian oder Tchebotaryan; * 9. November 1918 in Rostow am Don, RSFSR; † 16. Januar 1998 in Moskau, Russland) war eine armenisch-sowjetische Komponistin, Musikwissenschaftlerin und Pädagogin.

## Leben
Sie wurde in dem von Armeniern gegründeten, späteren Rostower Stadtteil Nor-Nachitschewan geboren. Nach dem Besuch der Musikfachschule in Rostow studierte sie ab 1938 am Leningrader Konservatorium Komposition bei Christofor Kuschnarjow und Klavier bei Moisei Khalfin. Ihr Studium am Konservatorium, das zur Kriegszeit nach Taschkent verlagert wurde, schloss sie 1943 ab. Danach wechselte sie ans Konservatorium Jerewan – auf Einladung des damaligen Rektors Konstantin Saradschew. Ab 1947 lehrte sie dort selbst und begründete einen Forschungsschwerpunkt, der sich mit den polyphonen Aspekten in der armenischen Musik beschäftigte. 1965 wurde sie mit dem Titel Verdiente Künstlerin der Armenischen SSR ausgezeichnet. Ihr musikwissenschaftliches Hauptwerk – eine Untersuchung zur Polyphonie in Aram Chatschaturjans Schaffen – erschien 1969. 1977 übernahm sie am Konservatorium eine Professur. Als Musikwissenschaftlerin verfasste sie weitere Schriften, Artikel und Essays zur armenischen und sowjetischen Musik. Über 35 Jahre unterrichtete sie in Jerewan, geschätzt von befreundeten Kollegen wie Schostakowitsch, Kabalewski und Chrennikow. Nach dem Tod ihres Mannes, des armenischen Kulturpolitikers Aschot Stepanjan, übersiedelte sie 1984 nach Moskau zu ihrem Sohn, dem Autor und Literaturwissenschaftler Karen Stepanjan. Die Komponistin Jewgenija Jachnina schrieb zu ihrem Angedenken das Stück Widmung.

## Stil
Ihr kompositorisches Schaffen umfasst Orchester-, Chor-, Kammer- und insbesondere Klaviermusik. In ihrem Werk finden sich Elemente der armenischen Musikkultur, doch ebenso Einflüsse aus der klassischen russischen Tradition. Stilistisch findet sie, die als eine der ersten Frauen Mitglied im armenischen Komponistenverband wurde, eine eigene Musiksprache zwischen Spätromantik und Impressionismus, zwischen Neoklassizismus, gemäßigter Moderne und armenischem Kolorit im Gefolge Chatschaturjans.   Als ihr beliebtestes Werk gilt das frühe, einsätzige Klaviertrio (1945), das mehrfach auf CD eingespielt wurde. Orchesterwerke wie Hayastan (1947) oder die Sinfonischen Bilder Tonakatarut‘yun (1950) sind dem sowjetischen Zeitstil verpflichtet. Im Polyphonen Album für die Jugend (1972), das 13 programmmusikalische Stücke umfasst, und im Zyklus Präludien und Fugen über armenische Weisen (1979) kombiniert sie klassische kompositorische Verfahren wie Fuge, Umkehrung, Passacaglia, Arie und Choral mit Melodien der Volkskultur. In der Verknüpfung solcher Techniken mit armenischen Weisen wie Hoy, im Nazani yare erkundet sie neue Verbindungswege zwischen Tradition und der Musik des 20. Jahrhunderts. Ihr Stil wird als melodiös und ausdrucksstark beschrieben, charakteristisch für viele ihrer Kompositionen ist eine Stimmung verhaltener Melancholie.

## Werke
- Stücke für Klavier, 1934/39
- Klaviersonate, 1943
- Klaviertrio, 1945
- Streichtrio, 1948
- Hayastan [Armenien], Poem-Kantate für Chor und Orchester, 1947
- Préludes für Klavier, 1948
- Es ist Frühling für Chor a cappella, 1948
- Klaviersonate, 1953
- Tonakatarut‘yun [Fest], Sinfonische Bilder, 1950
- 2 Romanzen (Text: Howhannes Schiras), 1962
- Konzertetüden für Klavier, 1963
- Polifonik albom patanekut’yan hamar [Polyphones Album für die Jugend] für Klavier, 1972
- Posvyashchenia [Widmung] für Klavier, 1972
- Sag mir, hast du mein Land gesehen?  für Chor, 1973
- Streichquartett, 1978
- Präludien und Fugen über armenische Weisen, Zyklus für Klavier, 1979
- Walzer für Orchester, 1979
- Klavierkonzert, 1980
- Streichquartett, 1990
- 12 Stücke über volkstümliche Themen für Klavier, 1991

## Schriften
- Gayane Movsesova Čebotarjan: Polifonija v tvorčestve Arama Chačaturjana [Polyphonie in Aram Chačaturjans Schaffen]. Ajastan, Jerewan 1969 (russisch).
- Gajaneh M. Čebotarjan: Ch. S. Kušnarev: očerk žizni i tvorčestva ; k 100-letiju so dnja roždenija. Sovetskij Kompozitor, Leningrad 1990, ISBN 5-85285-250-3 (russisch).